# Молдавија на Зимским олимпијским играма 2014.
Молдавији је ово било шесто учешће на Зимским олимпијским играма. Делегацију Молдавије, на Зимским олимпијским играма 2014. у Сочију представљало је четворо спортиста (3 мушкарца и 1 жена), који су се такмичили у 4 спорта.
Олимпијски тим Молдавије је остао у групи екипа које нису освојиле ниједну медаљу.
Заставу Молдавије на церемонијама отварања и затварања Олимпијских игара 2014. носио је као 2010. скијаш тркач Виктор Пинзару.

## Учесници по спортовима
| Спорт           | Мушкарци | Жене | Укупно |
| --------------- | -------- | ---- | ------ |
| Алпско скијање  | 1        | 0    | 1      |
| Биатлон         | 0        | 1    | 1      |
| Скијашко трчање | 1        | 1°   | 2°     |
| Санкање         | 1        | 0    | 1      |
| Укупно(4)       | 3        | 1°   | 4      |

° Биатлонка Александра Каменшчик такмичила се и у скијашком трчању.

## Алпско скијање

### Мушкарци
| Такмичар      | Дисциплина      | Резултат          | Заостатак         | Пласман/уч. (ук.) | Детаљи |
| ------------- | --------------- | ----------------- | ----------------- | ----------------- | ------ |
| Георг Линднер | Супервелеслалом | Није завршио трку | Није завршио трку | Није завршио трку |        |

## Биатлон

### Жене
| Такмичар             | Дисциплина | Резултати | Резултати | Резултати | Резултати     | Детаљи |
| Такмичар             | Дисциплина | Време     | Промашаји | Заостатак | Пласман/учес. | Детаљи |
| -------------------- | ---------- | --------- | --------- | --------- | ------------- | ------ |
| Александра Каменшчик | Спринт     | 27:37,0   | 2 (2+0)   | +6:30,2   | 84 / 84       |        |

## Скијашко трчање

### Жене
| Име                  | Дисциплина     | Резултат | Резултат  | Резултат    | Детаљи |
| Име                  | Дисциплина     | Време    | Заостатак | Пласман     | Детаљи |
| -------------------- | -------------- | -------- | --------- | ----------- | ------ |
| Александра Каменшчик | 10 км класично | 39:52,6  | +11:34,8  | 71 /75 (76) |        |

### Мушкарци
| Име            | Дисциплина | Квалификације    | Квалификације | Четвртфинале         | Четвртфинале         | Полуфинале           | Полуфинале           | Финале               | Финале               | Детаљи |
| Име            | Дисциплина | Време            | Пласман       | Време                | Пласман              | Време                | Пласман              | Време                | Пласман              | Детаљи |
| -------------- | ---------- | ---------------- | ------------- | -------------------- | -------------------- | -------------------- | -------------------- | -------------------- | -------------------- | ------ |
| Виктор Пинзару | Спринт     | 4:04,91 (+36,56) | 77 / 85 (86)  | Није се квалификовао | Није се квалификовао | Није се квалификовао | Није се квалификовао | Није се квалификовао | Није се квалификовао |        |

## Санкање

#### Мушкарци
| Такмичар       | Дисциплина  | 1 вожња | 1 вожња | 2 вожња | 2 вожња | 3 вожња | 3 вожња | 4 вожња | 4 вожња | Укупно   | Заостатак | Пласман | Детаљи |
| Такмичар       | Дисциплина  | Рез.    | Плас.   | Рез.    | Плас.   | Рез.    | Плас.   | Рез.    | Плас.   | Укупно   | Заостатак | Пласман | Детаљи |
| -------------- | ----------- | ------- | ------- | ------- | ------- | ------- | ------- | ------- | ------- | -------- | --------- | ------- | ------ |
| Богдан Маковеј | Појединачно | 54,591  | 37      | 54,271  | 35      | 53,925  | 35      | 53,779  | 36      | 3:36,566 | +9.040    | 36 / 39 |        |